# Eutrópio de Valência
Eutrópio de Valência (em latim: Eutropius Episcopus; m. c. 610) foi um bispo da Península Ibérica. Não foi até 589 que ele tornou-se bispo de Valência e sua morte não pode ser datada para antes de 610, conforme Enrique Florez. Nada se sabe sobre suas obras durante seu episcopado. Historiadores geralmente o chamam de santo, mas não parece que ele jamais tenha sido honrado com um culto litúrgico.

## Vida
Eutrópio era originalmente um monge no "Monasterium Servitanum", que, acredita-se, estava localizado na província de Valência, na Espanha. Fundado em algum momento do século VI pelo monge Donato (Donatus), expulso do norte da África durante as perseguições dos vândalos, que eram arianos. A regra que ele introduziu deve ter se baseado no uso comum entre os monges africanos, o que fez com que os membros desta comunidade se conectassem com os agostinianos, sem, porém, nada que confirme a tese. O Monasterium Servitanum é conhecido através apenas através das referências feitas por Santo Isidoro e Santo Ildefonso ao seu fundador e a um de seus discípulos, Eutrópio, que acabou abade.

## Obras
Eutrópio é conhecido como autor de três cartas, uma para Liciniano, bispo de Cartagena, e duas para Pedro, bispo de Iturbica. Na primeira, que se perdeu, ele pergunta a razão para ser ter ungido crianças batizadas com a santa crisma. Esta carta é conhecida através de Isidoro, que menciona outra, enviada ao bispo Pedro, cujo texto se preservou, na qual ele afirma que todos os monges devem ler. O título é "De destructione monachorum et ruina monasteriorum"
A segunda carta ao bispo Pedro trata dos sete pecados mortais. Como Cassiano, Eutrópio enumera oito: gula, 
luxúria, cobiça, ira, tristeza, vaidade, orgulho e covardia. Ele analisa cada uma delas e traça ligações entre elas, enfatizando seus resultados..
Eutrópio ainda estava no mosteiro quando escreveu estas cartas e ambas estão disponíveis em latim na Patrologia Latina, de Migne (lxxx, 9-20).